# منطقة تابو البركانية

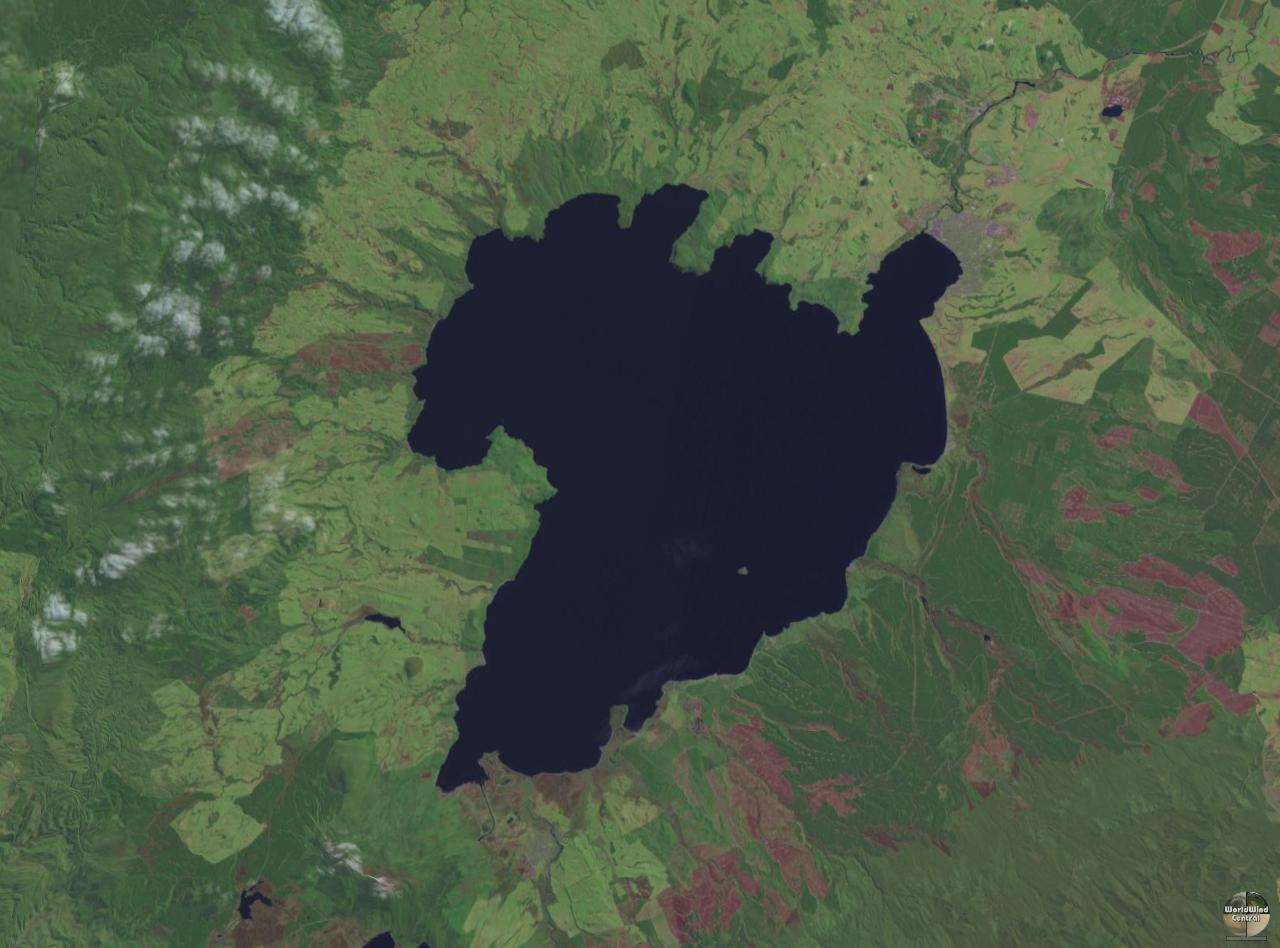
صورة بالقمر الصناعي لبحيرة تابو

منطقة تابو البركانية (بالإنجليزية: Taupo Volcanic Zone) هي منطقة بركانية نشطة للغاية تأخذ شكل V في الجزيرة الشمالية في نيوزلاندا، سميت على اسم بحيرة تابو الكالديرا التي تغمرها المياه، وهي أكبر بركان في المنطقة.